# Pilumnoides coelhoi
Pilumnoides coelhoi is een krabbensoort uit de familie van de Pilumnoididae. De wetenschappelijke naam van de soort is voor het eerst geldig gepubliceerd in 1987 door Guinot & Macpherson.